# Dibulla
Dibulla – miasto w Kolumbii, w departamencie La Guajira, nad Morzem Karaibskim.